# قائمة بالمتباينات
هذه الصفحة تسرد مقالات ويكيبيديا و التي تتضمن مقالات رياضية عن المتباينات أو المتراجحات

## المتراجحات في الرياضيات

### تحليل رياضي
- متباينة ينسن
- تباين الأخوين ماركوف
- متباينة أزمون
- متباينة اسكى-جاسبر
- متباينة بابنوك باكنر
- متباينات برنولي
- متباينة بيسيل
- متباينة بيهاري لاسال
- متباينة بوهنينتبلوست هيلي
- متباينة بوريل براسكامب ليب
- متباينة بريزس جالوت
- متباينة كارلمان
- متباينات شيبكوف ماركوف ستيلجيتس
- متباينة مجموع شيبكوف
- متباينات كارلكسون
- متباينة إنيلبيرغ
- متباينة فيكت
- متباينة فينشل
- متباينة فريدريك
- متباينة نيرنبيرغ
- متباينة جاردينغ
- متباينة غراسكي
- متباينة هاردي
- متباينة هاردي لايت وود
- متباينة هارناكس
- متباينة هولدرز
- متباينة جاكسون
- متباينة جنسن
- متباينة كورن

#### متراجحات تتعلقمتوسط (إحصاء)
- متباينة هاردي لايت وود
- متباينة كي فان
- متباينة ليفنسون
- متباينة ماكلارين
- متباينة ماهلير
- متباينة مورهيد
- متباينات نيوتن
- نظرية ستين سترومبرغ

### تركيبات
- تقريب ستيرلينغ
- متفاوتة نسبيت
- معامل ثنائي
- عاملي
- متباينة فيشبرن شيب
- متباينة فيشر
- متباينة إنغليتون
- متباينة نيسبيت
- متباينة سشار
- متباينة شيبرو

### معادلة تفاضلية
- مبرهنة غرونويل

### هندسة رياضية
- متباينة المحيط الثابت
- متباينة فايتزينبوخ
- متباينة بيدو
- متباينة المثلث
- مبرهنة أويلر (هندسة رياضية)
- متفاوتة بطليموس
- مبرهنة سلفستر-غالاي
- متباينة ألكساندروف
- متباينة بارو
- متباينة شينغ
- متباينة إيردوس
- متباينة هادامارد
- نظرية هنغ
- متباينة جوردن
- نظرية جانغ
- نظرية مايرس
- متباينة بيدو
- متباينة جروموف
- متباينة هيتشين
- متباينة ويرتينغير
- متباينة بو
- متباينة بتوامي
- متباينة ميلشيور
- متباينة براسكامب ليب

### نظرية المعلومات
- المتباينات في نظرية المعلومات
- متباينة كرافت
- متباينة المجموع الطويلة
- ويلش باوند

### الجبر
- متباينة أبهاينكار
- متباينة بيسير رينجورس

#### جبر خطي
- متباينة أبيل
- متباينة المثلث
- رتبة (جبر خطي)
- متباينة كوشي-شفارز
- متباينة بريج مان
- متباينة جولدن طومسون
- متباينة بيتري
- متباينة ويلي
- متباينة المصفوفة الخطية

### نظرية الأعداد
- متباينة ويلي
- متباينة بونسي
- متباينة توران كوبلوس
- متباينة بوليا فيندارقوف

### نظرية الاحتمالوإحصاء
- متباينات بيرنشتاين (نظرية الاحتمال)
- متباينة تشيبيشيف
- متباينة ماركوف
- مبرهنة غاوس-ماركوف
- متباينة ينسن
- متباينة أزاما
- متباينة بينيت
- متباينة باتاي دافيس
- متباينة بول
- متباينة بوريل
- متباينة شانتل
- متباينة إيتون
- متباينة طاقة الإنتروبي
- متباينة الإتماد
- متباينة فانو
- متباينة ولف ويتز
- متباينة فانيس
- متباينة فريشت
- متباينة غاوس
- متباينة كولموغروف
- متباينة غيبس
- متباينة جينسين
- متباينة ماكديرماد
- متباينة مينكوفسكي
- متباينة ساميلسون
- متباينة شيرار

### طوبولوجيا
- متباينة بيقيرز

## المتراجحات في الفيزياء
- تباين ليجت–جارج
- مبدأ الريبة
- متباينة هولي
- متباينة أهلسويد دايكن
- مبرهنة بل
- متباينة CHSH
- متباينة FKG
- متباينة جينير
- متباينة جريفتش
- متباينة ليقات جارج
- متباينة وينجر
- متباينة تسيرلسون
- متباينة راشبروك
- متباينة ريمانيان بينروس
- متباينة كلوسيوس
- متباينة بل